# Norton Knatchbull (3e comte Mountbatten de Birmanie)
Norton Louis Philip Knatchbull, 3e comte Mountbatten de Birmanie (né le 8 octobre 1947), connu jusqu'en 2005 sous le nom de Lord Romsey et jusqu'en 2017 sous le nom de Lord Brabourne, est un pair britannique.

## Biographie
Lord Mountbatten est né à Lambeth, fils aîné de Patricia Mountbatten, 2e comtesse Mountbatten de Birmanie, et de John Knatchbull, 7e baron Brabourne.
Mountbatten fait ses études à la Dragon School, à Oxford, et à la Gordonstoun School, en Écosse. Il fréquente ensuite l'Université du Kent dans le sud-est de l'Angleterre.
Il suit son père dans l'industrie cinématographique britannique dans les années 1970, travaillant comme régisseur sur Un pont trop loin et producteur associé de Mort sur le Nil et de la série télévisée Quatermass.
À la mort de son père le 23 septembre 2005, il devient le 8e baron Brabourne, de Brabourne dans le comté de Kent, dans la pairie du Royaume-Uni. Il devient aussi baronnet Knatchbull, de Mersham Hatch dans le comté de Kent. À la mort de sa mère le 13 juin 2017, il devient comte Mountbatten de Birmanie, titre également dans la pairie du Royaume-Uni créé pour son grand-père, l'amiral de la flotte Louis Mountbatten.
Il est un descendant de la reine Victoria, dont la deuxième fille, la princesse Alice du Royaume-Uni, est son arrière-arrière-grand-mère maternelle. Il est également cousin germain de Charles III, par l'intermédiaire de sa mère et du père de Charles, le prince Philip, qui est son parrain. Mountbatten est le parrain du petit-fils de Philip, le prince de Galles. Il est également apparenté à l'auteur Jane Austen, étant un descendant direct via son père, John Knatchbull, du frère de Jane, Edward Austen Knight.

## Mariage et enfants
Mountbatten est marié à Penelope Meredith Eastwood (née le 16 avril 1953), fille de Marian Elizabeth Hood (1926–2020) et de Reginald Wray Frank Eastwood (1912–1980), un millionnaire autodidacte qui a fondé la chaîne Angus Steakhouse. Ils se marient le 20 octobre 1979 à l'abbaye de Romsey, deux mois seulement après que l'IRA ait assassiné son grand-père maternel de 79 ans, Louis Mountbatten, 1er comte Mountbatten de Birmanie, son jeune frère de 14 ans, Nicholas Knatchbull, et sa grand-mère paternelle de 83 ans, Doreen Knatchbull, douairière Lady Brabourne.
La maison familiale est Broadlands, dans le Hampshire.
Le 3e comte Mountbatten de Birmanie et sa femme ont trois enfants et trois petits-enfants :
- Nicholas Louis Charles Norton Knatchbull, Lord Brabourne (né le 15 mai 1981), marié le 20 mai 2021 à Ambre Pouzet à Broadlands. Ils ont un fils, Alexander Knatchbull.
- Lady Alexandra Victoria Edwina Diana Knatchbull (née le 5 décembre 1982), filleule de Diana, princesse de Galles, mariée le 25 juin 2016 à Thomas Hooper, PDG de Third Space Learning. Ils ont deux fils[6].
- Leonora Louise Marie Elizabeth Knatchbull (25 juin 1986 - 22 octobre 1991). Elle est décédée d'un cancer du rein et est enterrée dans l'enceinte de la maison familiale, Broadlands ; voir Leonora Children's Cancer Fund[7].

En 2010, Mountbatten a une liaison avec Lady Nuttall, qui dure jusqu'en 2014.